# Pervyj kanal
Pervyj kanal (in russo Первый канал?, lett. "Primo canale"; IPA: [pʲervɨj kɐˈnal]) è la principale emittente televisiva pubblica della Russia, nonché quella con la più vasta area di copertura. Secondo una pubblicazione del governo russo, esso detiene il 51% delle quote. La sede si trova nel centro tecnico Ostankino, vicino alla torre di Ostankino a Mosca.
Il canale era ricevibile gratuitamente in Europa e Medio Oriente attraverso i satelliti Hot Bird posti a 13° Est, nonché al canale 577 di Sky Italia (rimosso a partire dal 1º marzo 2022, dopo l'inizio dell'invasione russa dell'Ucraina).
Dal 1º giugno 2011 trasmette nel formato panoramico 16:9.
Dal 1993 è membro effettivo dell'Unione europea di radiodiffusione (UER), per conto della quale ha organizzato l'Eurovision Song Contest 2009 a Mosca. L'affiliazione all'UER è stata interrotta il 26 febbraio 2022 in seguito all'esclusione della nazione al concorso canoro dovuto alla crisi russo-ucraina del 2021-2022, con la successiva invasione del territorio ucraino da parte delle forze armate russe.

## Palinsesto
- Cosa? Dove? Quando? (in russo Что? Где? Когда??, Čto? Gde? Kogda?)
- Chi vuol essere milionario? (in russo Кто хочет стать миллионером??, Kto Hočet Stat' Millionerom?)
- Večernij Urgant (in russo Вечерний Ургант?)
- Čas Pik (in russo Час Пик?)
- Anello debole (in russo Слабое звено?, Slaboe Zveno)
- La ruota della fortuna (in russo Поле чудес?, Pole Čudes)
- Tema (in russo Тема?)
- Vremja (in russo Время?)
- Vzgljad (in russo Взглйад?)
- Bol'šoj spor (in russo Большой Спор?)

### Telenovelas brasiliane
- Terra nostra
- Terra nostra 2 - La speranza
- Avenida Brasil
- O Rei do Gado

### Fiction
- Otec Matvej (in russo Отец Матвей?, versione russa di Don Matteo)
- Trotsky (in russo Tроцкий?)